# Der Club der Teufelinnen
Der Club der Teufelinnen ist ein im Jahr 1996 in den USA gedrehter Film des Regisseurs Hugh Wilson. Er basiert auf dem gleichnamigen Bestseller von Olivia Goldsmith, in dem drei Ehefrauen sich an ihren Ehemännern rächen, weil diese sie wegen jüngerer Frauen verlassen haben.

## Handlung
Auf dem College waren Brenda, Elise, Annie und Cynthia die besten Freundinnen. Im Laufe der Jahre haben sie sich aus den Augen verloren und treffen sich erst 25 Jahre später wieder – bei der Beerdigung von Cynthia, die nach ihrer Scheidung von einem Finanztycoon in New York Selbstmord begangen hat.
Als sie sich erzählen, wie ihr Leben seit dem College verlaufen ist, stellen sie fest, dass sie eines gemeinsam haben: Sie wurden alle von ihren Männern, die dank ihrer Hilfe Karriere gemacht haben, gegen jüngere Frauen ausgetauscht und mit diesen betrogen.
Brendas Ehemann Morty konnte dank der Unterstützung seiner Frau eine Kette von gutgehenden Elektrofachgeschäften aufbauen und wurde so zum Millionär. Neben der aufopfernden Arbeit in den Betrieben ihres Mannes zog Brenda auch noch den gemeinsamen Sohn Jason auf – doch Morty ließ sie nach rund 20 Jahren Ehe einfach fallen und wandte sich einer jüngeren und schlankeren Frau, der Kassiererin Shelley, zu. Während Brenda zusehends mit Geldproblemen zu kämpfen hat, wirft Morty das Geld für Shelley mit beiden Händen zum Fenster hinaus.
Elises Mann Bill profitierte von ihrem guten Ruf als Schauspielerin und wurde ein bekannter Hollywood-Produzent. Als es um die Besetzung seines neuesten Filmes geht, stellt sich heraus, dass er eine viel jüngere Freundin hat, die auch noch die Hauptrolle spielen soll, während sich Elise mit der Rolle ihrer Mutter abfinden soll. Dazu kommt, dass ihr Mann sich von ihr scheiden lassen will und hohe Unterhaltsforderungen über seine Anwältin geltend machen will. So soll Elise z. B. sämtliche Geschenke an ihren Mann verkaufen und den Erlös zur Hälfte an Bill abtreten.
Annies Ehemann Aaron hat eine Werbeagentur aufgebaut, während sie die gemeinsame Tochter Chris aufzog, die nach eigenem Bekunden lesbisch ist. Seit einiger Zeit unterhält Aaron zudem ein Verhältnis zu der Therapeutin Leslie Rosen, die er lange zusammen mit Annie konsultiert hat und verlangt deshalb die Scheidung. Mit diesem Schritt zerstört er Annies Wunschdenken von der einzig funktionierenden Beziehung aller vier Freundinnen restlos.
Nach dem Motto „Rache ist süß“ planen die drei Frauen ihre Männer gesellschaftlich und finanziell zu ruinieren, was nicht allzu schwer ist, weil jeder der Männer Dreck am Stecken hat. Unterstützt werden sie von einer Grande Dame der High Society, einem durchgeknallten Innenarchitekten, Annies Mutter und Tochter sowie Brendas Onkel Carmine, der Verbindungen zur Mafia hat. Nachdem es zum Streit zwischen den Freundinnen kommt, da sie zunächst bei Morty und Aaron nicht vorankommen, erkennen sie, dass Rache allein nicht genügt und Elise ihr Alkoholproblem in den Griff bekommen muss. Letztlich müssen alle drei Ehemänner kräftig zahlen, um das Projekt einer Beratungsstelle für Frauen zu finanzieren, welche die Freundinnen im Gedenken an Cynthia ins Leben gerufen haben. Brenda und Morty wagen einen Neuanfang, während Elise und Annie ihre untreuen Ehemänner in die Wüste schicken. Zeitgleich gibt Elise ihrer Karriere wieder einen Schub, indem sie Erfolg auf der Bühne feiert und dabei endlich ehrlich zu ihrem Alter steht.

## Wissenswertes
- Der Club der Teufelinnen hatte am 20. September 1996 Premiere, deutscher Kinostart war am 12. Dezember 1996.
- Alle drei Hauptdarstellerinnen haben sehr kurz nacheinander Geburtstag: Goldie Hawn am 21. November, Bette Midler am 1. Dezember und Diane Keaton am 5. Januar. Während der Dreharbeiten feierten alle drei ihren 50. Geburtstag.
- Dies ist der zweite Film, in dem Keaton und Jennifer Dundas (Lowe) Mutter und Tochter spielen. Das erste Mal war 1984 in dem Film „Flucht zu dritt“.
- Goldie Hawns aufgespritzte Lippen wurden mit Hilfe einer harmlosen Salzlösung imitiert. Hawn sagte später in Interviews, es wäre eine sehr schmerzhafte Erfahrung gewesen und dass sie nie mehr das Bedürfnis haben würde, sich Collagen spritzen zu lassen.[1]
- Bette Midler gab in einem Interview an, alle drei Hauptdarstellerinnen wären bereit gewesen, eine Fortsetzung zu drehen. Das Studio stimmte mit dieser Idee aber nicht überein. 2019 erschien eine Adaption des Filmes als zunächst 10-teilige Serie, produziert von Paramount Network.
- Goldie Hawn, die eine geschiedene Frau spielt, deren Mann eine jüngere Frau hat, ist selber geschieden und seit 1982 mit dem sechs Jahre jüngeren Kurt Russell zusammen.
- Aus dem Film entstand ein Broadway-Musical.
- Das Titellied Over and Over wurde von der Sängerin Puff Johnson gesungen. Das Lied schaffte es in England auf Platz 20 der Charts.
- Die Schriftstellerin Olivia Goldsmith, auf deren Roman der Film basiert, hat einen kurzen Gastauftritt. Regisseur Hugh Wilson hat einen Cameo-Auftritt als Werbechef, weiterhin Ivana Trump, die sich selbst darstellt.[2]
- Von dem Film wurden zwei verschiedene Soundtracks veröffentlicht: eine CD mit den Liedern, die im Film zum Einsatz kommen, und eine weitere mit der komponierten Musik von Marc Shaiman. Das Lied You Don’t Own Me, das die drei Hauptdarstellerinnen zum Schluss des Films zum Besten geben, ist eine Coverversion der 1963 erschienenen Single von Lesley Gore.

## Kritiken
„Die drei reifen Hollywood-Stars schwanken glaubhaft zwischen Depression, Haß, Optimismus und Ausgelassenheit. In den USA war die intelligente Komödie einer der Kinohits der Saison.“

„Karikierende Ehe- und Rachekomödie, die vom entfesselten Spiel ihrer Hauptdarstellerinnen lebt, in der Charakterzeichnung aber oberflächlich und plakativ bleibt und auch formal weder zu einem Rhythmus noch zu einer schlüssigen Form findet.“

„Überzeugend in ‚Der Club der Teufelinnen‘ sind lediglich die schauspielerischen Leistungen. Dies alleine reicht jedoch nicht aus um einen guten Film zu drehen. Auch wenn es stellenweise wirklich witzig zugeht, ist das Drehbuch wohl lediglich ein Aufguß alter Slapstickideen in einem neuen Film.“

## Synchronisation
| Rolle                   | Darsteller           | Synchronsprecher         |
| ----------------------- | -------------------- | ------------------------ |
| Annie Paradis           | Diane Keaton         | Traudel Haas             |
| Elise Elliot            | Goldie Hawn          | Gudrun Vaupel            |
| Brenda Cushman          | Bette Midler         | Joseline Gassen          |
| Cynthia Swann Griffin † | Stockard Channing    | Marianne Groß            |
| Aaron Paradis           | Stephen Collins      | K. Dieter Klebsch        |
| Bill Atchison           | Victor Garber        | Till Hagen               |
| Morton „Morty“ Cushman  | Dan Hedaya           | Hans-Werner Bussinger    |
| Leslie Rosen            | Marcia Gay Harden    | Evelyn Maron             |
| Phoebe LaVelle          | Elizabeth Berkley    | Bianca Krahl             |
| Shelly Stewart          | Sarah Jessica Parker | Nana Spier               |
| Gunilla Garson Goldberg | Maggie Smith         | Bettina Schön            |
| Catherine MacDuggan     | Eileen Heckart       | Agi Prandhoff            |
| Chris Paradis           | Jennifer Dundas      | Katja Primel             |
| Jason Cushman           | Ari Greenberg        | Ozan Ünal                |
| Duarto Felice           | Bronson Pinchot      | Arne Elsholtz            |
| Onkel Carmine Morelli   | Philip Bosco         | Gerhard Paul             |
| Dr. Morris Packman      | Rob Reiner           | Frank Ciazynski          |
| Ivana Trump             | Ivana Trump          | Kerstin Sanders-Dornseif |

## Auszeichnungen
- Marc Shaiman gewann für den Film 1997 den American Society of Composers, Authors and Publishers Award für Top Box Office Films und war auch für den Oscar für die Beste Filmmusik nominiert.
- Goldie Hawn erhielt den Blockbuster Entertainment Award in der Kategorie Beliebteste Comedyschauspielerin.
- Bette Midler und Sarah Jessica Parker waren für den Golden Satellite Award als beste Schauspielerin bzw. beste Nebendarstellerin nominiert.
- National Board of Review für das Beste Ensemble
- Die Deutsche Film- und Medienbewertung FBW in Wiesbaden verlieh dem Film das Prädikat wertvoll.